# Túneles de Vinh Moc

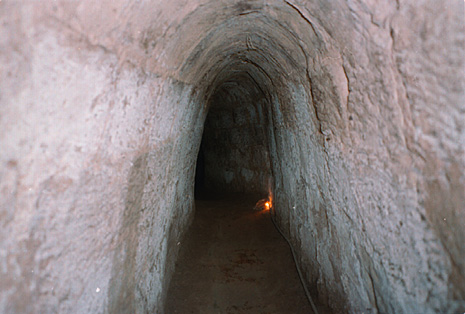
Foto tomada en el interior de un túnel en Vinh Moc.

Uno de los más intrigantes sitios de la zona desmilitarizada son los túneles de Vinh Moc, localizados en la parte norte de esta zona y a lo largo de la costa del Mar del Sur de China en Vietnam. El pueblo de Vinh Moc se encontró a sí mismo trágicamente posicionado en uno de los lugares más bombardeados de Vietnam del Norte. Para escapar de estos bombardeos los habitantes construyeron unos 2,8 km de túneles que fueron usados como refugios para salvaguardarse de los bombardeos. Los túneles fueron construidos en tres niveles (12, 15 y 23 m de profundidad) y se tardaron 13 meses en completarlos. Más de trescientas personas vivieron de forma permanente en los túneles entre 1966 y 1971.
Construyeron un sistema de aireado que permitía que los humos de cocinar fueran expulsados en la costa. Sesenta y dos familias hicieron de los túneles su hogar y nacieron 17 niños durante este tiempo.